# Sant'Agata de' Goti
Sant'Agata de' Goti är en ort och kommun i provinsen Benevento i regionen Kampanien i Italien. Kommunen hade 11 151 invånare (2017).